# Laemophloeus suturalis
Laemophloeus suturalis är en skalbaggsart som beskrevs av Edmund Reitter 1876. Laemophloeus suturalis ingår i släktet Laemophloeus och familjen ritsplattbaggar. Inga underarter finns listade i Catalogue of Life.